# Remember (minialbum T-ary)
REMEMBER – dwunasty minialbum południowokoreańskiej grupy T-ara, wydany 9 listopada 2016 roku przez MBK Entertainment. Album osiągnął 4 pozycję na liście Gaon Chart. Album sprzedał się w nakładzie 17 977 egzemplarzy (stan na grudzień 2016).
W październiku 2016 roku T-ara ogłosiły, że w listopadzie wydadzą nowy minialbum wyprodukowany przez Duble Sidekick. W październiku 2016 roku ujawniono datę wydania płyty data wydania minialbumu ogłoszono być na- 9 listopada. 1 listopada ogłoszono, że główny utwór z minialbumu to ballada w średnim tempie zatytułowana TIAMO.

## Lista utworów
| Nr | Tytuł                                                      | Słowa                               | Kompozycja                          | Aranżacja | Czas |
| -- | ---------------------------------------------------------- | ----------------------------------- | ----------------------------------- | --------- | ---- |
| 1. | "TIAMO"                                                    | Long Candy, 진리                    | Duble Sidekick, Eastwest            | Eastwest  |      |
| 2. | "Oneulkkajiman Apahal Geoya" (kor. 오늘까지만 아파할 거야) | 똘아이박, 피터팬                    | 똘아이박, 피터팬                    | 똘아이박  |      |
| 3. | "Ibyeol Yeonghwa" (kor. 이별 영화)                         | Duble Sidekick, Long Candy, SEIONJo | Duble Sidekick, Long Candy, SEIONJo | Eastwest  |      |
| 4. | "TIAMO" (wer. chińska)                                     |                                     | Duble Sidekick, Eastwest            | Eastwest  |      |
| 5. | "TIAMO" (Inst.)                                            |                                     | Duble Sidekick, Eastwest            | Eastwest  |      |

## Notowania
| Lista                    | Pozycja |
| ------------------------ | ------- |
| Gaon Weekly Albums Chart | 4       |